# Red Bull MotoGP Rookies Cup 2016
Der Red Bull MotoGP Rookies Cup 2016 war der zehnte in der Geschichte des FIM-Red Bull MotoGP Rookies Cups.
Es wurden 13 Rennen bei sieben Veranstaltungen ausgetragen.

## Punkteverteilung
Meister wurde derjenige Fahrer, der bis zum Saisonende die meisten Punkte in der Meisterschaft gesammelt hatte. Bei der Punkteverteilung wurden die Platzierungen im Gesamtergebnis des jeweiligen Rennens berücksichtigt. Die 15 erstplatzierten Fahrer jedes Rennens erhielten Punkte nach folgendem Schema:
Weltmeister wird derjenige Fahrer beziehungsweise der Hersteller, der bis zum Saisonende die meisten Punkte in der Weltmeisterschaft angesammelt hat. Bei der Punkteverteilung werden die Platzierungen im Gesamtergebnis des jeweiligen Rennens berücksichtigt. Die fünfzehn erstplatzierten Fahrer jedes Rennens erhalten Punkte nach folgendem Schema:
| Punkteverteilung | Punkteverteilung | Punkteverteilung | Punkteverteilung | Punkteverteilung | Punkteverteilung | Punkteverteilung | Punkteverteilung | Punkteverteilung | Punkteverteilung | Punkteverteilung | Punkteverteilung | Punkteverteilung | Punkteverteilung | Punkteverteilung | Punkteverteilung |
| ---------------- | ---------------- | ---------------- | ---------------- | ---------------- | ---------------- | ---------------- | ---------------- | ---------------- | ---------------- | ---------------- | ---------------- | ---------------- | ---------------- | ---------------- | ---------------- |
| Platz            | 1                | 2                | 3                | 4                | 5                | 6                | 7                | 8                | 9                | 10               | 11               | 12               | 13               | 14               | 15               |
| Punkte           | 25               | 20               | 16               | 13               | 11               | 10               | 9                | 8                | 7                | 6                | 5                | 4                | 3                | 2                | 1                |

In die Wertung kamen alle erzielten Resultate.

## Wissenswertes
- Der neu hinzugekommene Red Bull Ring ersetzt den, bis dahin im Rennkalender gewesenen, Silverstone Circuit.

## Rennkalender
|   | Lauf | Datum         | Lauf        | Strecke                                                  | Streckenlayout |
| - | ---- | ------------- | ----------- | -------------------------------------------------------- | -------------- |
| 1 | 1    | 23. April     | Spanien     | Circuito de Jerez (Jerez de la Frontera)                 |                |
| 1 | 2    | 24. April     | Spanien     | Circuito de Jerez (Jerez de la Frontera)                 |                |
| 2 | 1    | 25. Juni      | Niederlande | TT Circuit Assen (Assen)                                 |                |
| 2 | 2    | 26. Juni      | Niederlande | TT Circuit Assen (Assen)                                 |                |
| 3 | 1    | 16. Juli      | Deutschland | Sachsenring (Hohenstein-Ernstthal)                       |                |
| 3 | 2    | 17. Juli      | Deutschland | Sachsenring (Hohenstein-Ernstthal)                       |                |
| 4 | 1    | 13. August    | Österreich  | Red Bull Ring (Spielberg)                                |                |
| 4 | 2    | 14. August    | Österreich  | Red Bull Ring (Spielberg)                                |                |
| 5 | 1    | 20. August    | Tschechien  | Automotodrom Brno (Brünn)                                |                |
| 5 | 2    | 21. August    | Tschechien  | Automotodrom Brno (Brünn)                                |                |
| 6 | –    | 10. September | San Marino  | Misano World Circuit Marco Simoncelli (Misano Adriatico) |                |
| 7 | 1    | 24. September | Aragonien   | Motorland Aragón (Alcañiz)                               |                |
| 7 | 2    | 25. September | Aragonien   | Motorland Aragón (Alcañiz)                               |                |

## Rennergebnisse
|   | Lauf | Datum  | Rennen      | Strecke       | Platz 1        | Platz 2        | Platz 3        | Pole-Position  | Schn. Rennrunde   | Gesamtführender Fahrer |
| - | ---- | ------ | ----------- | ------------- | -------------- | -------------- | -------------- | -------------- | ----------------- | ---------------------- |
| 1 | 1    | 23.04. | Spanien     | Jerez         | Aleix Viu      | Ayumu Sasaki   | Raúl Fernández | Kaito Toba     | Makar Jurtschenko | Aleix Viu              |
| 1 | 2    | 24.04. | Spanien     | Jerez         | Ayumu Sasaki   | Aleix Viu      | Rufino Florido | Kaito Toba     | Ayumu Sasaki      | Aleix Viu              |
| 2 | 1    | 25.06. | Niederlande | Assen         | Raúl Fernández | Marc García    | Ai Ogura       | Raúl Fernández | Mykyta Kalinin    | Ayumu Sasaki           |
| 2 | 2    | 26.06. | Niederlande | Assen         | Raúl Fernández | Ayumu Sasaki   | Rory Skinner   | Raúl Fernández | Raúl Fernández    | Ayumu Sasaki           |
| 3 | 1    | 16.07. | Deutschland | Sachsenring   | Ayumu Sasaki   | Raúl Fernández | Aleix Viu      | Ayumu Sasaki   | Rory Skinner      | Ayumu Sasaki           |
| 3 | 2    | 17.07. | Deutschland | Sachsenring   | Kaito Toba     | Aleix Viu      | Ayumu Sasaki   | Ayumu Sasaki   | Ayumu Sasaki      | Ayumu Sasaki           |
| 4 | 1    | 13.08. | Österreich  | Red Bull Ring | Marc García    | Aleix Viu      | Ayumu Sasaki   | Aleix Viu      | Marc García       | Ayumu Sasaki           |
| 4 | 2    | 14.08. | Österreich  | Red Bull Ring | Aleix Viu      | Ayumu Sasaki   | Marc García    | Aleix Viu      | Ayumu Sasaki      | Ayumu Sasaki           |
| 5 | 1    | 20.08. | Tschechien  | Brünn         | Marc García    | Aleix Viu      | Ayumu Sasaki   | Marc García    | Patrik Pulkkinen  | Ayumu Sasaki           |
| 5 | 2    | 21.08. | Tschechien  | Brünn         | Marc García    | Raúl Fernández | Ayumu Sasaki   | Marc García    | Ayumu Sasaki      | Ayumu Sasaki           |
| 6 | –    | 10.09. | San Marino  | Misano        | Ayumu Sasaki   | Aleix Viu      | Kaito Toba     | Mattia Casadei | Aleix Viu         | Ayumu Sasaki           |
| 7 | 1    | 24.09. | Aragonien   | Aragón        | Kaito Toba     | Aleix Viu      | Rory Skinner   | Kaito Toba     | Ayumu Sasaki      | Ayumu Sasaki           |
| 7 | 2    | 25.09. | Aragonien   | Aragón        | Ayumu Sasaki   | Raúl Fernández | Rufino Florido | Kaito Toba     | Rufino Florido    | Ayumu Sasaki           |

## Fahrerwertung
| Pos. | Fahrer            | Spanien | Spanien | Niederlande | Niederlande | Deutschland | Deutschland | Osterreich | Osterreich | Tschechien | Tschechien | San Marino | Aragonien | Aragonien | Gesamt |
| Pos. | Fahrer            | L1      | L2      | L1          | L2          | L1          | L2          | L1         | L2         | L1         | L2         | San Marino | L1        | L2        | Gesamt |
| ---- | ----------------- | ------- | ------- | ----------- | ----------- | ----------- | ----------- | ---------- | ---------- | ---------- | ---------- | ---------- | --------- | --------- | ------ |
| 1    | Ayumu Sasaki      | 2       | 1       | 4           | 2           | 1           | 3           | 3          | 2          | 3          | 3          | 1          | 4         | 1         | 250    |
| 2    | Aleix Viu         | 1       | 2       | NC          | 10          | 3           | 2           | 2          | 1          | 2          | 7          | 2          | 2         | 22        | 201    |
| 3    | Raúl Fernández    | 3       | 13      | 1           | 1           | 2           | 4           | 5          | 7          | 4          | 2          | 5          | 7         | 2         | 195    |
| 4    | Marc García       | NC      | 5       | 2           | 9           | 6           | 5           | 1          | 3          | 1          | 1          |            | 6         | 6         | 170    |
| 5    | Kaito Toba        | NC      | NC      | NC          | 7           | 4           | 1           | 4          | 6          | NC         | 6          | 3          | 1         | NC        | 121    |
| 6    | Rory Skinner      |         |         | NC          | 3           | 9           | 7           | 8          | 9          | 7          | 4          | 6          | 3         | 8         | 103    |
| 7    | Rufino Florido    | 4       | 3       | NC          |             | 8           | NC          | 9          | 4          | 8          | 17         | 4          | 18        | 3         | 94     |
| 8    | Makar Jurtschenko | 5       | 7       | NC          | NC          | 5           | 6           | 6          | 13         | 5          | 14         |            | 9         | 11        | 79     |
| 9    | Filip Salač       | 15      | NC      | 9           | 6           | 10          | 8           | 11         | 10         | NC         | 11         | 11         | 5         | 5         | 75     |
| 10   | Mattia Casadei    | NC      | 11      | 6           | 4           | 7           | NC          | 16         | 15         | 6          | 12         | 8          | 10        | 14        | 68     |
| 11   | Ai Ogura          | NC      | 10      | 3           | NC          | 11          | 19          | 12         | 11         | NC         | 20         | 9          | 11        | 4         | 61     |
| 12   | Omar Bonoli       | 9       | 9       | 7           | 13          | NC          | 9           | 14         | 12         | 9          | 13         | 12         | 17        | 12        | 57     |
| 13   | Kevin Orgis       | 13      | 19      | 5           | NC          | NC          | 11          | 10         | 5          | 12         | 15         | 10         | 20        | 7         | 56     |
| 14   | Patrik Pulkkinen  | 14      | 17      | 11          | 16          | 15          | 13          | 7          | 8          | NC         | 5          | 18         | 8         | 10        | 53     |
| 15   | Kevin Zannoni     | 8       | 8       | NC          | 12          | 12          | NC          | 13         | 16         | 14         | 16         | 7          | 13        | 20        | 41     |
| 16   | Manuel González   | 7       | 6       | 12          | NC          | 17          | 15          | 17         | 18         | 15         | 8          | 16         | 21        | 9         | 40     |
| 17   | Steward Garcia    | 12      | 14      | NC          | 5           | 14          | 12          | 18         | 14         | 10         | NC         | 21         | 12        | 17        | 35     |
| 18   | Walid Soppe       | 6       | 4       | NC          | NC          | NC          | NC          | 15         | 20         | NC         | 9          | 13         | NC        | NC        | 34     |
| 19   | Mykyta Kalinin    | 11      | 15      | NC          | 8           | 13          | 10          | 21         | 19         | 18         | 18         | 14         | 14        | 13        | 30     |
| 20   | Matthias Meggle   | 10      | 12      | 10          | NC          | NC          |             | 19         | NC         | 11         | 10         | 15         | NC        | 15        | 29     |
| 21   | Victor Steeman    | 17      | 20      | 8           | NC          | 19          | 16          | 22         | 23         | 16         | 22         | 19         | 15        | 19        | 9      |
| 22   | Sean Dylan Kelly  | 18      | 16      | NC          | 15          | 18          | 14          | 20         | 17         | 13         | 19         | 17         | 16        | 16        | 6      |
| 23   | Alexandre Juanes  | 16      | 18      | NC          | 11          | 16          | 18          | 23         | 21         | NC         | 23         | 22         | NC        | 21        | 5      |
| 24   | Sander Kroeze     |         |         | NC          | 14          | 20          | 17          | 24         | 22         | 17         | 21         | 20         | 19        | 18        | 2      |

| Farbe         | Bedeutung                               |
| ------------- | --------------------------------------- |
| Gold          | Sieger                                  |
| Silber        | 2. Platz                                |
| Bronze        | 3. Platz                                |
| Grün          | Platzierung in den Punkten              |
| Blau          | Klassifiziert außerhalb der Punkteränge |
| Violett       | Rennen nicht beendet (DNF)              |
| Violett       | nicht klassifiziert (NC)                |
| Rot           | nicht qualifiziert (DNQ)                |
| Schwarz       | disqualifiziert (DSQ)                   |
| Weiß          | nicht am Start (DNS)                    |
| Weiß          | zurückgezogen (WD)                      |
| Weiß          | Rennen abgesagt (C)                     |
| ohne Farbe    | nicht am Training teilgenommen (DNP)    |
| ohne Farbe    | verletzt oder krank (INJ)               |
| ohne Farbe    | ausgeschlossen (EX)                     |
| ohne Farbe    | nicht erschienen (DNA)                  |
| fett          | Pole-Position                           |
| kursiv        | Schnellste Rennrunde                    |
| unterstrichen | WM-Führung                              |
| hochgestellt  | Platzierung im Sprintrennen             |